# Ferrocarril Primer Entrerriano
El Ferrocarril Primer Entrerriano (FCPER) (Primer Entre-Riano en su época) fue la primera línea ferroviaria construida en la provincia de Entre Ríos y en la Mesopotamia argentina. La línea era propiedad originalmente de un grupo empresario argentino que obtuvo una concesión del Gobierno provincial y fue inaugurada el 9 de julio de 1866, contando únicamente con un ramal de 9,85 km entre la ciudad de Gualeguay y el Puerto Ruiz sobre el río Gualeguay. Fue la primera línea en utilizar la trocha estándar (1,435 m) en Argentina. El Puerto Ruiz operaba como puerto del ultramar y la construcción del ferrocarril facilitó las operaciones de exportación y el traslado de productos entrerrianos a Buenos Aires. 

## Historia

### Construcción
La construcción de la línea fue iniciativa de un grupo de comerciantes de Gualeguay, quienes el 26 de septiembre de 1864 realizaron una reunión en la que se decidió construirla. El capital inicial de la compañía fue de 100 000 pesos fuertes, que se distribuyeron entre las siguientes suscripciones: 50 000 pesos fuertes de los vecinos de Gualeguay, 15 000 pesos fuertes del Gobierno nacional (300 acciones), 15 000 pesos fuertes del general Justo José de Urquiza (300 acciones), 10 000 pesos fuertes del brasileño Banco Mauá y 10 000 pesos fuertes del Gobierno provincial. La concesión para la construcción del ferrocarril fue autorizada en 1864 y el Congreso Nacional autorizó al Poder Ejecutivo el 7 de octubre de 1865 mediante la ley n.º 167 a suscribir las 300 acciones con las que participó. El 21 de diciembre de 1866 el Gobierno nacional suscribió por decreto los 15 000 pesos fuertes en acciones del ferrocarril. La empresa fue presidida por Jacinto González Calderón y su sede administrativa estaba en Gualeguay.
El ingeniero irlandés John Coghlan se hizo cargo de los trabajos en enero de 1865, construyendo la vía con material adquirido en el Reino Unido. El material rodante fue comprado en los Estados Unidos. En Gualeguay y en Puerto Ruiz fueron construidas dos pequeñas estaciones en tierras fiscales cedidas por el Estado.
La inauguración del Ferrocarril Primer Entrerriano por el gobernador de Entre Ríos José María Domínguez se dio en el marco de la guerra de la Triple Alianza y se produjo el día en que se cumplía el 50.º aniversario de la declaración de la independencia argentina (9 de julio de 1866). La locomotora a vapor Gualeguay (luego rebautizada como La Solís) realizó el viaje inaugural trasportando desde la estación Gualeguay al gobernador y a los accionistas de la empresa. El ferrocarril operaba con un servicio diario de pasajeros y cargas, traccionado por las locomotoras Gualeguay y Urquiza. En su primer año de funcionamiento el ferrocarril transportó 5540 toneladas de carga y 8850 pasajeros.
En 1872 y en 1874 fueron incorporadas dos locomotoras de la marca alemana Krauss, las cuales más tarde fueron declaradas inservibles al momento de ser transferido el ferrocarril a la empresa británica que lo compró, que solo incorporó a La Solís. Esta locomotora es conservada en Gualeguay, expuesta junto a la avenida El Primer Entrerriano, frente a la estación Gualeguay.
En 1868 una creciente extraordinaria del río Gualeguay paralizó al ferrocarril por 7 meses, solicitando la empresa la ayuda del Gobierno nacional para evitar el colapso financiero debido a sus deudas con el Banco Benítez. La ley nacional n.º 425 de 27 de septiembre de 1870 autorizó al Gobierno nacional a suscribir nuevas acciones del Ferrocarril Primer Entrerriano, empresa que no tenía buenos resultados económicos.

### Transferencias
El 5 de junio de 1874 un decreto del Gobierno nacional aprobó las medidas propuestas por la Oficina de Ingenieros para la apertura al servicio público de la línea y el 30 de diciembre de 1874 por otro decreto el Gobierno nacional tomó a su cargo la administración del ferrocarril. La ley nacional n.º 865 del 12 de septiembre de 1877 autorizó la entrega de 30 000 pesos fuertes en bonos a los accionistas del ferrocarril a cambio de la cesión completa de la empresa y la inversión de 20 000 pesos fuertes en obras del ferrocarril. El 6 de febrero de 1878 Jacinto González Calderón, a nombre de la comisión y de los accionistas hizo cesión al Gobierno nacional de todos los derechos del Ferrocarril.
El ferrocarril dejó de funcionar en 1880 debido al estado de deterioro de las vías y del material rodante. El 31 de diciembre de 1880 un decreto del Gobierno nacional dispuso encargar al Departamento de Ingenieros la administración del ferrocarril.
Un decreto del presidente Julio Argentino Roca de 6 de abril de 1881 dispuso invertir 35 000 pesos fuertes adicionales en la reconstrucción del ferrocarril, para lo cual se utilizó material sobrante de la línea construida a Tucumán. La ley nacional n.º 1429 del 14 de julio de 1884 dispuso practicar los estudios necesarios para prolongar el ferrocarril hasta Villaguay pasando por Rosario del Tala. Dado que el ferrocarril producía pérdidas económicas, el presidente Miguel Juárez Celman dispuso por decreto de 30 de abril de 1887 aprobar el arrendamiento de la línea al empresario saladeril Leonardo Parachú para explotar el transporte de cargas, firmando contrato el 10 de agosto de 1887, que fue aprobado por otro decreto el 6 de septiembre de 1887.
El 27 de enero de 1891 la empresa Ferrocarril Central Entrerriano, propiedad del Estado provincial, inauguró el ramal de Rosario del Tala a Gualeguay construyendo la estación Gualeguay-Tala. Desde el 24 de agosto de 1891 este ferrocarril fue adquirido por la compañía de capitales británicos The Entre Rios Railway Company Limited, que lo renombró como Ferrocarril de Entre Ríos.
La ley n.º 2852 de 24 de noviembre de 1891 dispuso la venta del Ferrocarril Primer Entrerriano, disponiéndose su licitación por decreto de 30 de septiembre de 1892. La oferta de compra por el Ferrocarril de Entre Ríos fue desechada el 28 de febrero de 1893 por insuficiente. Un decreto de 26 de junio de 1894 rechazó una nueva oferta del Ferrocarril de Entre Ríos y declaró caduca la concesión a Leonardo Parachú, recibiendo el Estado el ferrocarril el 9 de agosto de 1894.
Luego de una nueva licitación, la ley n.º 3336 de 31 de diciembre de 1895 autorizó la venta del Ferrocarril Primer Entrerriano al Ferrocarril de Entre Ríos por la suma de 35 000 pesos oro sellados. El 13 de febrero de 1896 un decreto ordenó la entrega del ferrocarril. Posteriormente fue construido el empalme en triángulo en Gualeguay entre la línea y el ramal Tala-Gualeguay.
De acuerdo a la Estadística de los ferrocarriles en explotación correspondiente a 1893, publicada en 1894 por la Dirección de Ferrocarriles Nacionales, el Ferrocarril Primer Entrerriano poseía 9,850 km de vía principal (8,049 km en vías rectas y 1,801 en vías curvas) y 0,748 km de desvíos y vías auxiliares, todos con rieles de hierro. Poseía solo dos estaciones: Gualeguay y Puerto Ruiz, 5 alcantarillas, 3 puentes, un depósito de locomotoras, talleres y 2 estanques. El material rodante tenía 3 locomotoras (una inservible) de pasajeros con 3 ejes de tracción, 2 coches de pasajeros de 4 ejes y 80 asientos, 17 vagones de carga (9 de solo plataforma). En 1892 el ferrocarril realizó un recorrido de 10 234 km (con 732 trenes mixtos y 307 especiales) y 520 km en maniobras y transportó 13 438 pasajeros y 13 451,18 toneladas de carga. Tenía un total de 17 empleados.
El 10 de octubre de 1906 se inauguró el ramal desde el empalme Las Colas en las cercanías de Gualeguay, hasta Enrique Carbó. En 1926 fue clausurado el ramal a la Estación Gualeguay Central, que fue desmantelada, y Gualeguay-Tala pasó a ser la cabecera del ramal a Puerto Ruiz.
El 15 de febrero de 1915 la empresa Ferrocarril de Entre Ríos fusionó su administración con la empresa Ferrocarril Nordeste Argentino, también de capitales británicos. En 1936 fue suspendido el servicio de pasajeros entre Gualeguay y Puerto Ruiz, quedando solo el de cargas. Los ferrocarriles británicos en Entre Ríos fueron nacionalizados y estatizados el 1 de marzo de 1948 y fusionados con otras compañías para formar el Ferrocarril Nacional General Urquiza el 1 de marzo de 1949. En 1949 se restableció el servicio de pasajeros hasta que en 1967 el ramal fue desactivado y fue clausurado definitivamente junto con el ramal Rosario del Tala-Gualeguay el 1 de junio de 1978.
El decreto n.º 532/1992 de 27 de marzo de 1992 convocó a la provincia de Entre Ríos a que antes del 30 de abril de 1992 ofreciera interés en la concesión de los ramales ya clausurados en su territorio, entre ellos los tramos de Puerto Ruiz a Gualeguay y de González Calderón a Rosario del Tala. Como la provincia no expresó interés ambos tramos quedaron abandonados.
El 9 de octubre de 2010 fue inaugurado en Gualeguay el Museo del Ferrocarril Primer Entrerriano en la estación local.